# Carta dell'Alleanza
La Carta dell'Alleanza è un documento scritto in turco (titolo originale Sened'i İttifak) che il gran visir dell'Impero ottomano Alemdar Mustafa Pascià siglò il 29 settembre 1808 per ricondurre all'ubbidienza del potere centrale di Istanbul, previo riconoscimento di alcuni privilegi acquisiti de facto, diversi potentati dell'impero che, profittando del declino politico-militare in corso da tutto il XVIII secolo, si erano fatti padroni semi-autonomi di territori formalmente sottoposti alla Sublime porta.
 
Viene ritenuto da alcuni studiosi come l'equivalente ottomano della Magna Charta britannica.

L'accordo ratificato dal documento ebbe però vita breve. Alemdar Pascià trovò poco dopo la morte in una congiura di palazzo ed il sultano ottomano Mahmud II, deciso a riaffermare massicciamente il suo dominio sull'Impero, misconobbe la Carta ritenendola un affronto al suo prestigio.